# Mordella sericans
Mordella sericans es una especie de coleóptero de la familia Mordellidae.

## Distribución geográfica
Habita en el sur de (Australia).